# Albemarle megye
Albemarle megye az Amerikai Egyesült Államokban, azon belül Virginia államban található. Megyeszékhelye Charlottesville, legnagyobb városa Scottsville. Lakosainak száma 112 395 fő (2020. április 1.). Albemarle megye Greene, Orange, Louisa, Fluvanna, Buckingham, Nelson, Augusta, Rockingham és Charlottesville megyékkel határos.

## Népesség
A megye népességének változása:
| Lakosok száma | 99 186 | 100 805 | 102 116 | 103 000 | 105 703 | 112 395 |
|               | 2010   | 2011    | 2012    | 2013    | 2015    | 2020    |